# Ivánka András Rudolf
Ivánka András Rudolf (Budapest, 1978. november 17.–) designer, vállalkozó, az Ivanka márka, illetve az Ivanka Factory Zrt. alapítója és tulajdonosa.
Eredetileg informatikai tanulmányokat folytatott, és családja vállalkozásában dolgozott. 1999-ben ismerkedett meg későbbi feleségével és üzlettársával, Ivánka Katalinnal, akivel 2000-ben Kanadába költöztek, és kertépítési projektmenedzserként dolgoztak. Itt találkoztak először a belsőépítészeti felhasználású betonnal, mely az anyag design-elemként való felhasználása felé irányította érdeklődésüket. 2003-ban pedig Magyarországon megalapították közös cégüket, mely a kezdeti manufakturális működésű garázsvállalkozásból nemzetközi terjeszkedésű tervezőstúdióvá és építőipari gyárrá nőtte ki magát, és számos szakmai díjat kapott. Az Ivanka a különböző építészeti elemeken kívül betonbútorokat, használati tárgyakat, ékszereket, kiegészítőket, sőt még cement felhasználásával készült ruhadarabokat is gyárt.

## Az Ivanka története
Az Ivánka András és Ivánka Katalin által alapított designer-beton cég, az Ivanka egyedülálló technológiát alkalmazva burkolatokat, bútorokat, design tárgyakat és divattermékeket állít elő. Az innovatív szemléletű vállalkozás minden projektje újjáértelmezi a betont, a cég kreatív műhely és egyben építőipari gyár. Az Ivanka első jelentős nemzetközi sikerét a Seeyou síremlékkel vívta ki magának. Keresett terméke a Flaster, a színezett beton lapokból álló kül- és beltéri burkolatcsalád, valamint a ConcreteGenezis névre keresztelt, különleges eljárással készült cement-textil ruhakollekció. Ügyfeleik közt mára olyan nevek szerepelnek, mint a Vodafone, a londoni Liberty áruház, a Levi’s, az Yves Saint-Laurent vagy a G-Star Raw.

## Idézetek
„A betont napjainkban már sokrétűen használják, hosszú utat tett meg az építészettől a belsőépítészetig, a tárgykultúráig és más speciális területekig, ahol szintén jól megállja a helyét. Pontosan azért választottuk tevékenységünk bázisául ezt az anyagot és technológiát, mert külföldi útjaink és munkáink során megragadtak bennünk ezek az innovatív alkalmazási módok.” (2013)